# Escut de Batea
L'escut oficial de Batea té el següent blasonament:
Escut caironat: d'atzur, un sinistrogir nu d'argent empunyant una destral d'or, en actitud de batre un socó d'argent posat en pal. Per timbre una corona mural de vila.

## Història
Va ser aprovat el 18 de juny de 1991.
El braç abatent el tronc és un senyal parlant tradicional referent al nom de la vila.
Es coneix que el castell i el terme de Batea apareixen el 1153 en la donació de Ramon Berenguer IV als templers de Miravet. Els inicis de la vila de Batea es produeix el 1181, mitjançant dues cartes (una de poblament i una altra de donació), atorgades pel rei Alfons el Cast. L'autoritat del sector va estar en mans del cavaller Bernat Granell, passant després a l'Orde del Temple i més tard als Hospitalers. Els llocs d'Algars i Pinyeres varen tenir certa importància fins als segles XVIII- XIX.